# Mir Emad Ghazvini

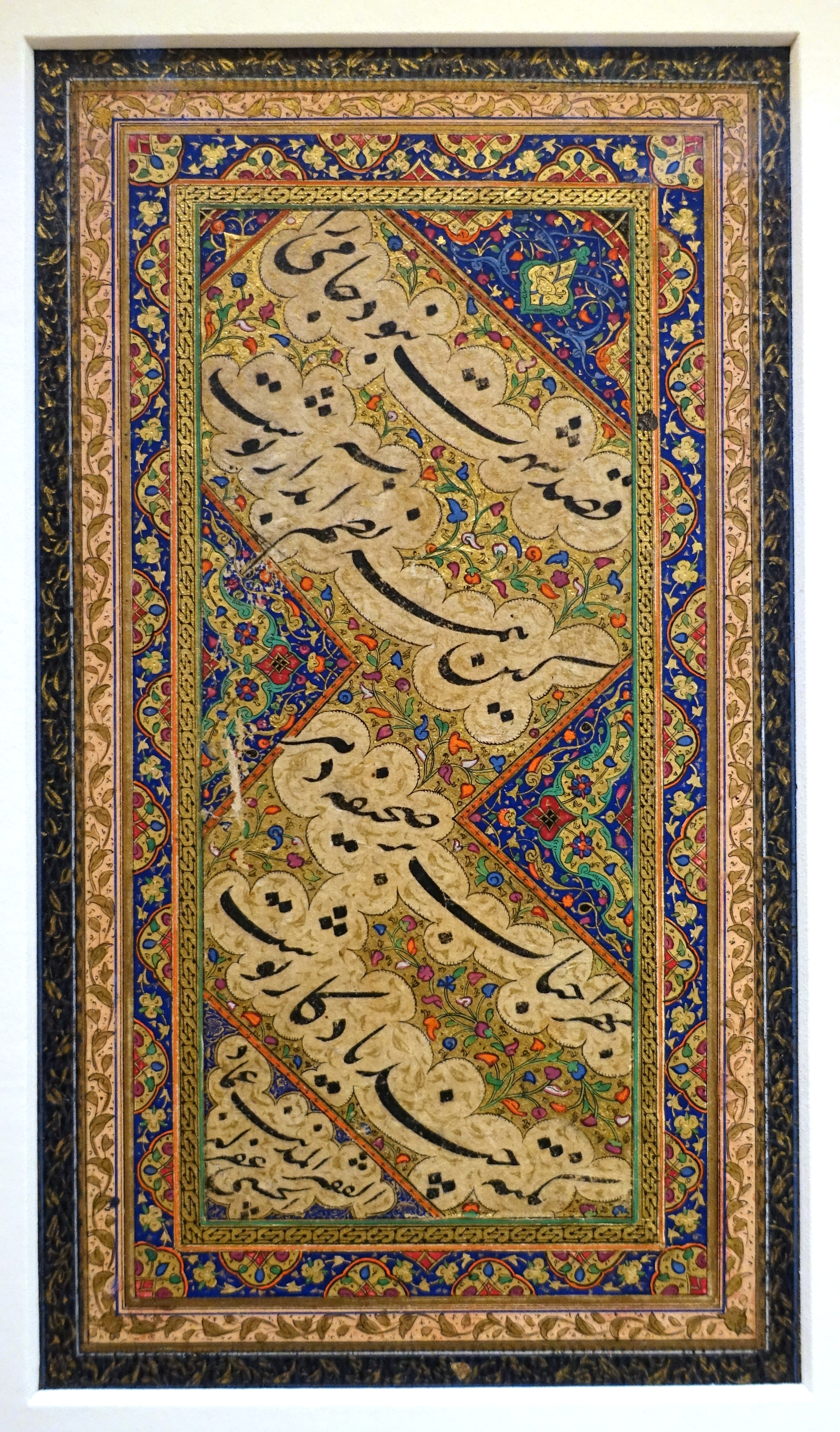
Ein Albumblatt von Mir Emad, ausgestellt im Agha-Khan-Museum in Toronto, Kanada

Mir Emad Hassani Ghazvini (anhörenⓘ persisch میرعماد حسنی قزوینی‎, [miɾ ɛmɑd ɛ hæsæni jɛ ɢæzvini]; * 1554 in Qazvin; † 15. August 1615 in Isfahan) war ein prominenter persischer Kalligraf und Kalligrafielehrer und der angesehenste Kalligraf der Nastaliq-Schrift.

## Biografie
In der Kindheit lernte Mir Emad die Grundlage der islamischen Kalligrafie. In der Jugend reiste er nach Täbris, um bei dem damaligen berühmten Meister, Molla Mohammad Hosseyn Tabrizi, zu studieren.
Mir Emad übte für eine lange Zeit aus den Werken der anderen Meister, wie Baba Shah Isfahani, Soltan Ali Maschhadi und besonders Mir Ali Heravi.
Mir Emad reiste aus Täbris ins Osmanische Reich und in den Hedschas und kehrte dann in den Iran zurück. Nach der Rückkehr wurde er Schreiber der Bibliothek von Farhad Chan Qaramanlu, ein General von Abbas I. in Chorasan und Herat. Nach dem Mord Farhad Chans ging er nach Qazvin und zog 1599 in die Hauptstadt Isfahan. Dieses Jahr war das zwölfte Regierungsjahr von Abbas I. und der Höhepunkt der Macht und Pracht der Safawiden, deshalb zogen Künstler und Handwerker nach Isfahan, um dort Karriere zu machen. Mir Emad schrieb eine Lobpreisung in der Nastaliq-Schrift und sandte es dem König Abbas I. zu. Die Lobpreisung gefiel dem König und er lud Mir Emad an den Hofstaat ein. Er lebte 16 Jahre in Isfahan und schuf dort viele Werke. Mir Emad machte Änderungen in den Regeln der Nastaliq-Schrift. 
Neben Alireza Abbassi war Mir Emad der prominenteste Kalligraf am Hof. Doch später wurden aus den beiden Künstlern Rivalen und Gegner. Mit der Zeit wurde Abbassi durch den König favorisiert, was Mir Emad zunehmend frustrierte und in dazu brachte den König in seinen Gedichten zu sarkastisch zu beleidigen; denn Mir Emad sah sich gegenüber Abbassi überlegen. Durch dieses Verhalten und durch die Intrigen andere Höflinge nahm der König die sunnitische Konfession Mir Emads – das Safawidenreich war ein schiitischer Staat – als Vorwand, um ihn töten zu lassen. Schließlich befahl der König dem Leiter des Schahssawan-Stammes von Qazvin, Maqsudbeyk Ghazvini, Mir Emad zu töten. Als Mir Emad eines Nachts zum Bad ging, tötete Maqsudbeyk ihn mit der Hilfe des Pöbels. Da der König zornig auf Mir Emad war, wagte niemand seine Leiche zu begraben. Erst nach einigen Tagen begrub ihn sein Lehrling, Abu Turab Isfahani. Nach dem Mord an Mir Emad überkam Reuegefühl den König. Allerdings wurde es in keinen alten Quellen erwähnt, dass Mir Emad durch den Befehl von Abbas I. getötet wurde und einige glauben, dass es eine Legende sei. Sein Grabmal befindet sich in der Maqsudbeyk-Moschee in Isfahan.
Mir Emad hatte einen Sohn namens Mirza Ebrahim und eine Tochter namens Goharschad. Beide waren geschickte Kalligrafen.
Nach den Städtenamen, die Mir Emad in seinen Texten und Büchern erwähnte und nach den alten Dokumenten reiste Mir Emad nach Aleppo, Damaskus, Hedschas, ins Osmanische Reich und vielleicht nach Mekka. Er hatte auch inländische Reisen nach Isfahan, Qazvin, Semnan, Damghan, Tabaristan und Chorasan unternommen.

## Werke

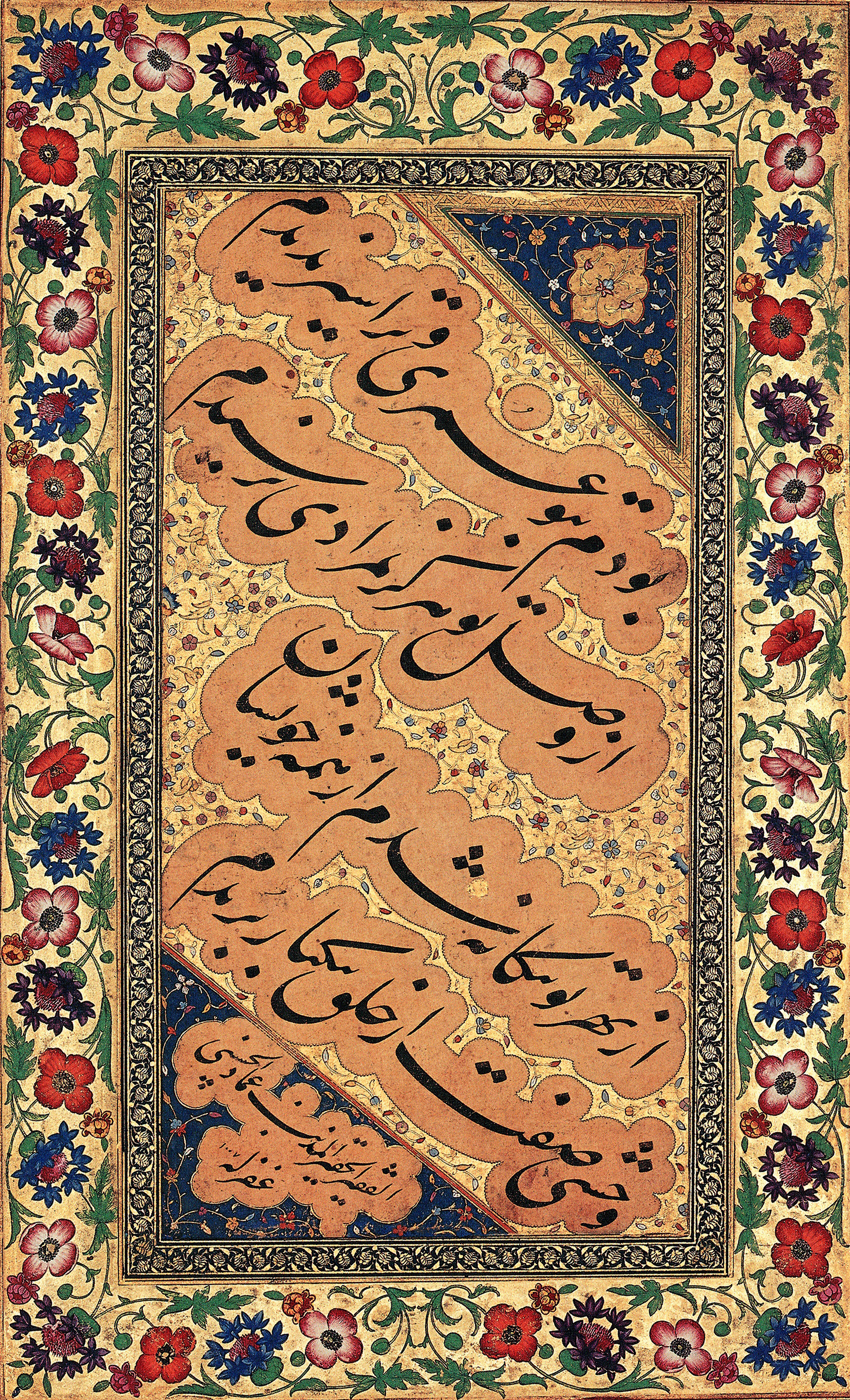
Eine Tschalipa von Mir Emad

Die Kalligrafie Mir Emads war nicht nur im Iran und am Hof der Safawiden, sondern auch am Hof des Mogulreichs und Osmanischen Reichs berühmt. Man sagt, dass man seine Werke mit Gold umtauschte und als er starb, war er so reich, dass der damalige Wesir es sich nicht leisten konnte, das Haus Mir Emads zu kaufen. Er bildete hunderte Schüler und Schülerinnen aus und die meisten von ihnen wurden ebenfalls prominente Kalligrafen. Mir Emad purifizierte den Stil der ehemaligen Kalligrafen und beseitigte Unreinheiten der Nastaliq-Schrift. Er änderte den Schnitt der Buchstaben- und Wörterteile bis zum Goldenen Schnitt in der Nastaliq-Schrift. Bei der Untersuchung der Werke Mir Emads bemerkte man, dass dieser Schnitt als ein Modell bei allen Buchstaben und Wörter existiert. Diese Schnitte hielt Mir Emad nicht nur bei den Buchstaben- und Wörterteile, sondern bei dem Zeilenabstand und Schriftrahmen ein. Er erhob die Tschalipaschreibung und Qatenegari zu einem Kunst, unabhängig von der Kalligrafie der Nastaliq-Schrift.
Viele Werke Mir Emads sind in den Museen im Iran und andere Länder. Einige Werke sind in den privaten Sammlungen. Kürzlich druckten italienische und amerikanische Ästheten eine Sammlung der Werke Mir Emads. Die Sammlung wurde Kunstliebhabern durch das Metropolitan Museum zur Verfügung gestellt.

### Illustrierte Werke
Einige Werke Mir Emads waren:
| Werk                                               | Dichter                          | Datum der Illustrierung | Museum                                                              |
| -------------------------------------------------- | -------------------------------- | ----------------------- | ------------------------------------------------------------------- |
| Taklamat on-Nofahat                                | Abd ol-Qafur Lari                | 1584                    | Golestanpalast                                                      |
| Tuhfat ul-ahrār (Das Geschenk der Freien)          | Dschami                          | 1607                    | Golestanpalast                                                      |
| Golschan-e-Ras (Der Blumengarten des Geheimnisses) | Mahmoud Schabestari              | —                       | —                                                                   |
| Dīwān                                              | Hafis                            | —                       | Golestanpalast                                                      |
| Golestan                                           | Saadi                            | —                       | Golestanpalast                                                      |
| Bustan                                             | Saadi                            | —                       | Die Bibliothek, das Museum und das Dokumentenarchiv von Madschles   |
| Bustan                                             | Saadi                            | 1603                    | Die afghanische staatliche Sammlung                                 |
| Guy-o-Tschogan-Ode (Ball und Schläger-Ode)         | Mahmoud Arefi Heravi             | —                       | Die afghanische staatliche Sammlung                                 |
| Tohfat ol-Moluk (Das Geschenk der Könige)          | —                                | 1610                    | Sarkari-Bibliothek von Rampur                                       |
| Asma al-Hossna (Die guten Namen)                   | Scheich Mohammad Heravi Tabnejad | —                       | Sarkari-Bibliothek von Rampur                                       |
| Haft Aurang (Sieben Throne)                        | Dschami                          | 1564                    | Sarkari-Bibliothek von Rampur                                       |
| Ressale ye Nassayeh (Das Buch der Ratschläge)      | —                                | 1596                    | —                                                                   |
| Monadschatname                                     | ʿAbdallāh al-Ansārī              | —                       | Sarkari-Bibliothek von Rampur                                       |
| Sinat ol-Moluk (Ausschmückung der Könige)          | —                                | —                       | Sarkari-Bibliothek von Rampur                                       |
| Pandname                                           | Dschami                          | —                       | Malek-Nationalbibliothek und -museum                                |
| Monadschatname                                     | ʿAbdallāh al-Ansārī              | —                       | Die Sammlung von Dr. Abdollah Forouhar                              |
| Haft Band                                          | Hassan Kashani                   | —                       | Die Sammlung von Jafari Adib Esfahani                               |
| Robā’īyāt                                          | Omar Chayyām                     | —                       | Die Sammlung von Ali Türk Geldi (Der türkische Botschafter im Iran) |
| Die Sammlung der Werke                             | Mir Emad                         | 1603 und 1609           | Golestanpalast                                                      |
| Die Sammlung der Werke                             | Mir Emad                         | —                       | Bibliothèque nationale de France                                    |
| Die Sammlung der Werke                             | Mir Emad                         | 1604                    | Die Bibliothek der Universität Istanbul                             |
| Die Sammlung der Werke                             | Mir Emad                         | 1594 und 1615           | Die Bibliothek der Universität Istanbul                             |
| Eine Inschrift                                     | Hafis                            | —                       | Tekiyeh Mir in Isfahan                                              |